# Horsburgh Castle

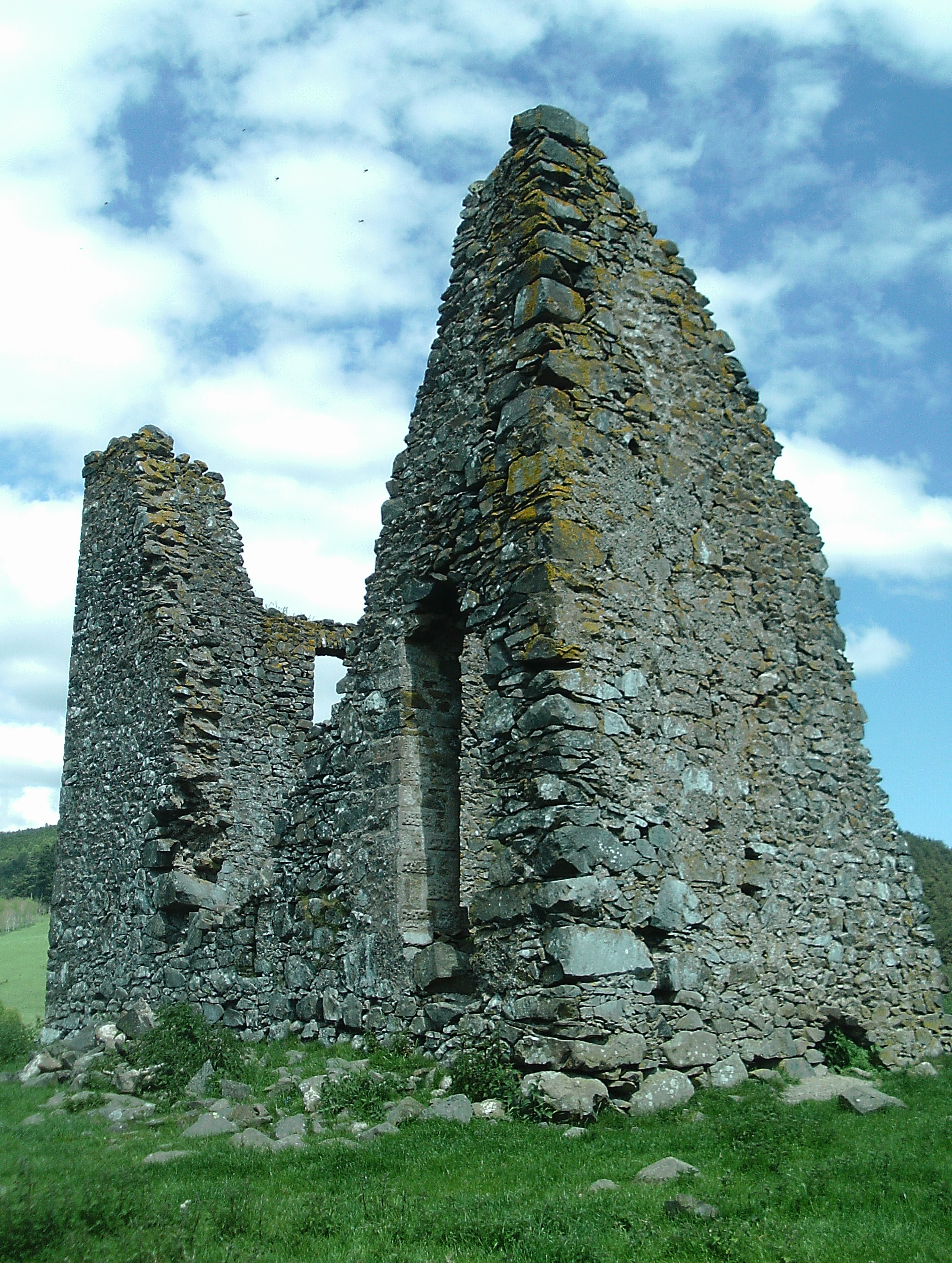
Horsburgh Castle vanuit het zuidwesten

Horsburgh Castle, ook Horsburgh Tower genoemd, is een ruïne en beschermd monument, gelegen op ongeveer vijf kilometer ten zuidoosten van Peebles in het Schotse raadsgebied Scottish Borders. Het bouwwerk was een landhuis op een heuvel, ter hoogte van de plek waar het beekje Linn Burn in de Tweed uitmondt. Evenals het nabije Nether Horsburgh Castle was dit slot eigendom van de familie Horsburgh, die het landgoed bezat van ten minste 1479 tot de vroege twintigste eeuw. Horsburgh Castle ligt op een prehistorisch heuvelfort, hetgeen op luchtfoto’s herkenbaar is. De clan Horsbroc behoorde tot de lagere adel in het historische graafschap Peeblesshire, alwaar Horsburgh tot op heden als achternaam voorkomt.

## Overblijfselen
Horsburgh Castle had een L-vormige opbouw; in de noordoostelijke uitstulping bevond zich een toren met een trap naar de bovenverdiepingen. De oostelijke muur is verdwenen; de overblijvende muren zijn tot zes meter hoog. Het hoofdblok had waarschijnlijk een oppervlakte van 9,4 bij 9,8 meter. Waarschijnlijk bezat het huis een gewelfde benedenverdieping. Het kelderraam in de westelijke muur is het oudste oorspronkelijke deel van de ruïne. De noordelijke muur vertoont twee verdiepingen, maar is wellicht evenals de zuidelijke muur een reconstructie uit de negentiende eeuw. De ingang van het huis bevond zich waarschijnlijk aan de noordelijke zijde.
Horsburgh Castle maakte deel uit van een netwerk van verdedigingsbouwwerken in de vallei van de Tweed. Vanuit het landhuis was Neidpath Castle aan de andere kant van Peebles zichtbaar; op de daken van deze kastelen werden bakens aangestoken waarmee van heuvel tot heuvel gecommuniceerd kon worden. Dit maakte het tevens mogelijk, in geval van gevaar alarm te slaan.
Aan de noordelijke muur van Horsburgh Castle is een herdenkingsplaquette aangebracht voor barones Florence Horsbrugh (1889-1969), destijds minister in het kabinet van Winston Churchill. De oudere schrijfwijze Horsbrugh betekent letterlijk horse brook (‘paardenbeek’), en is het toponiem waarvan de familienaam is afgeleid.

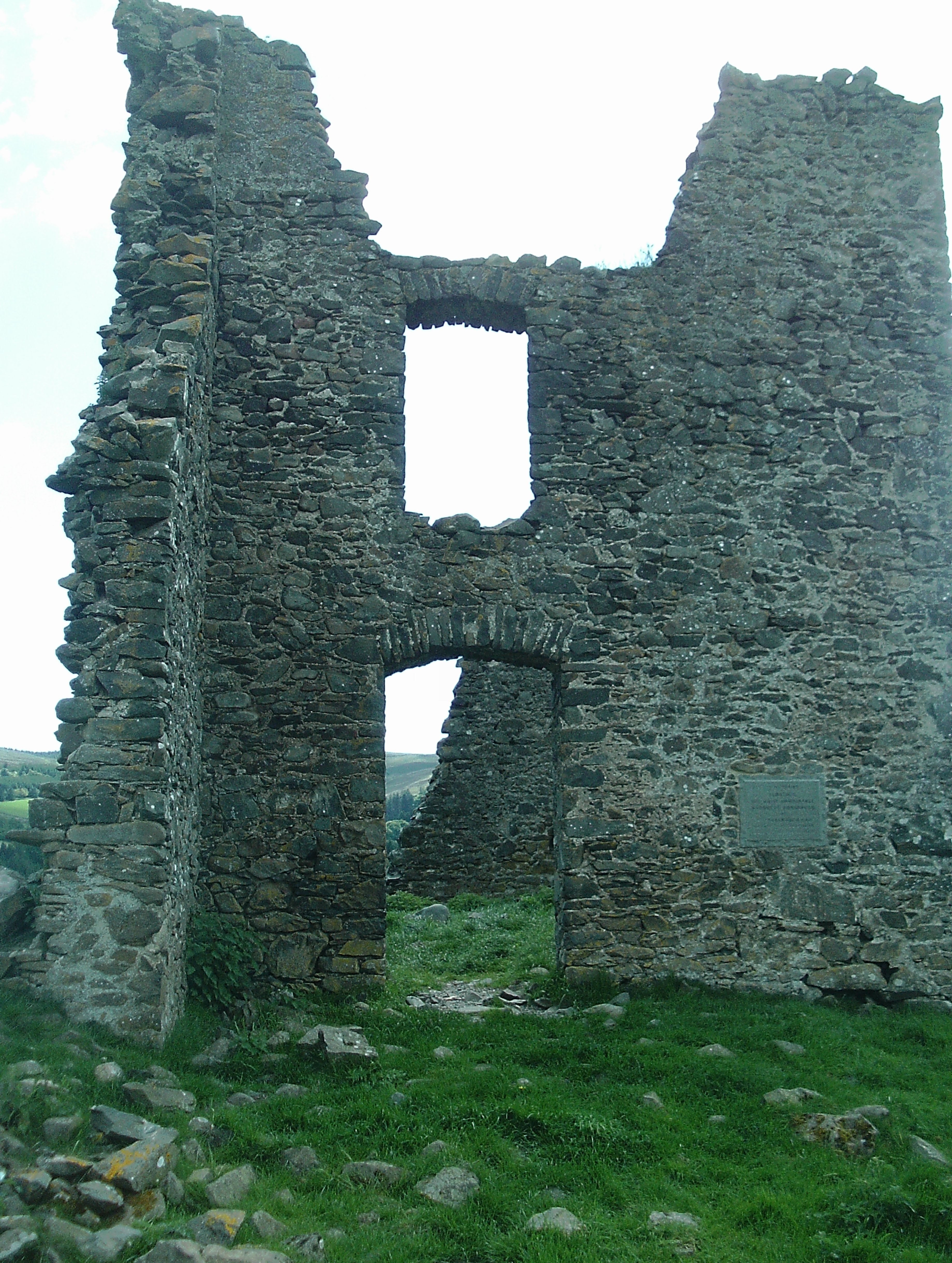
Ingang
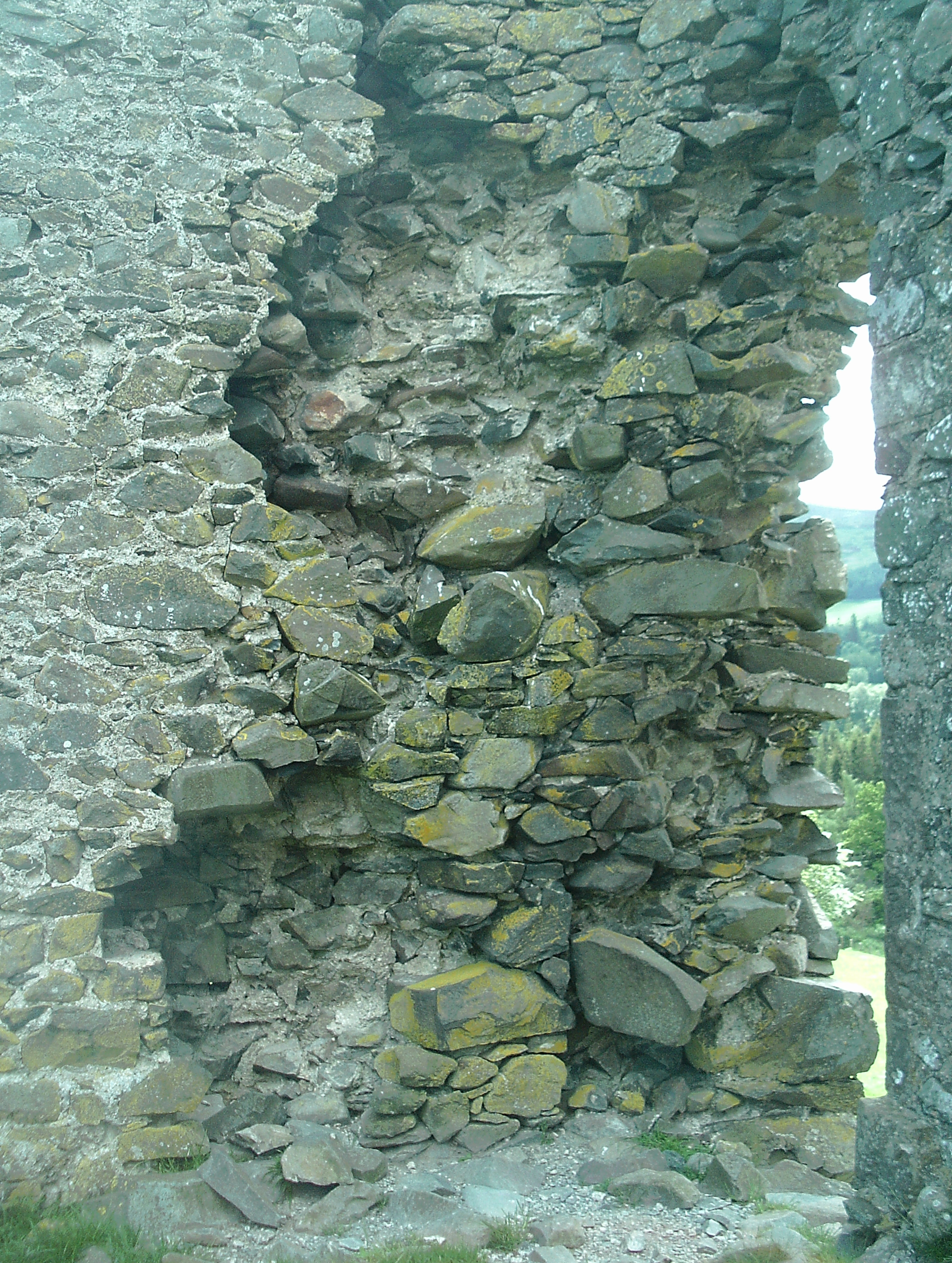
Oorspronkelijk metselwerk
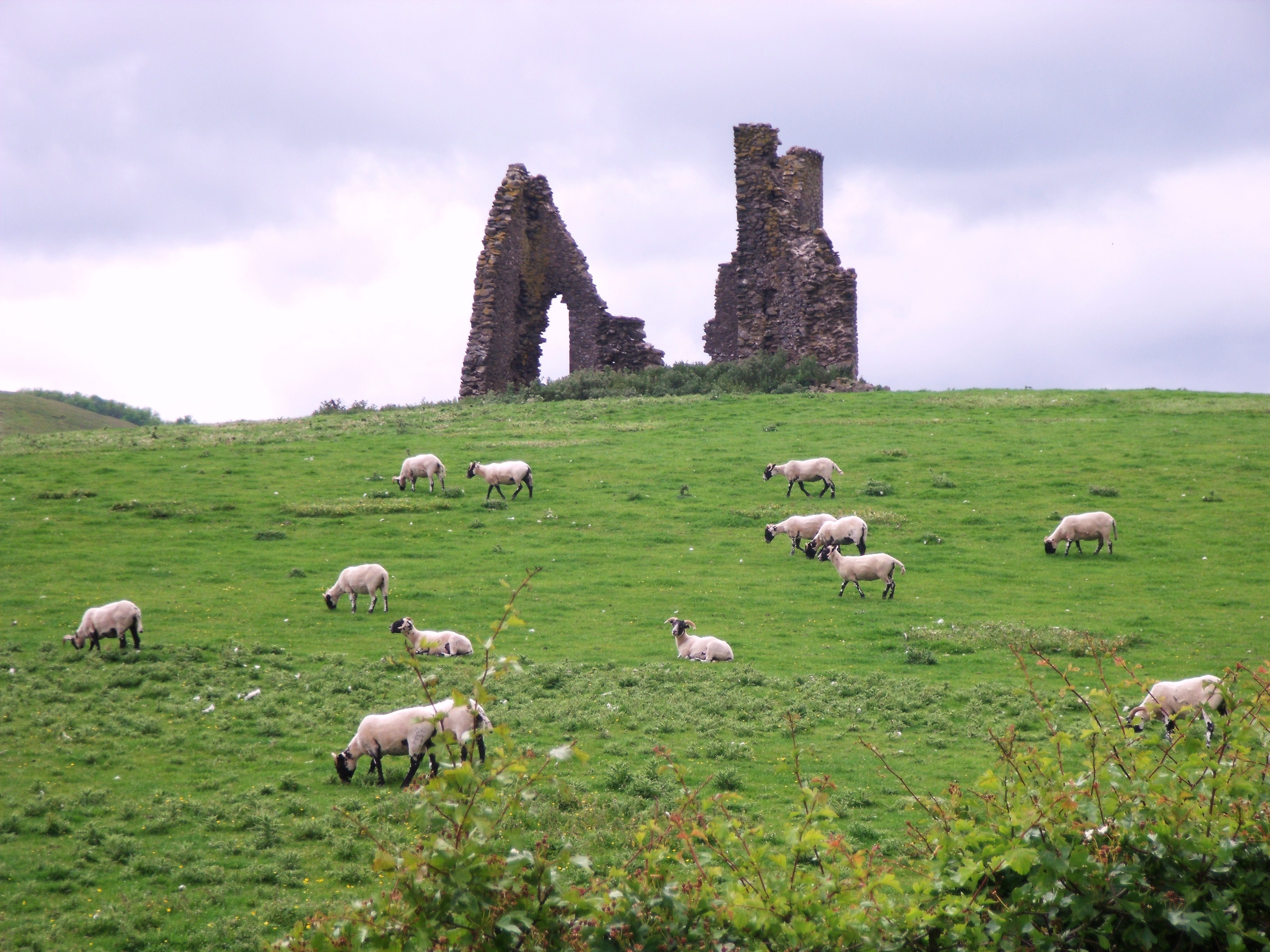
Heuveltop
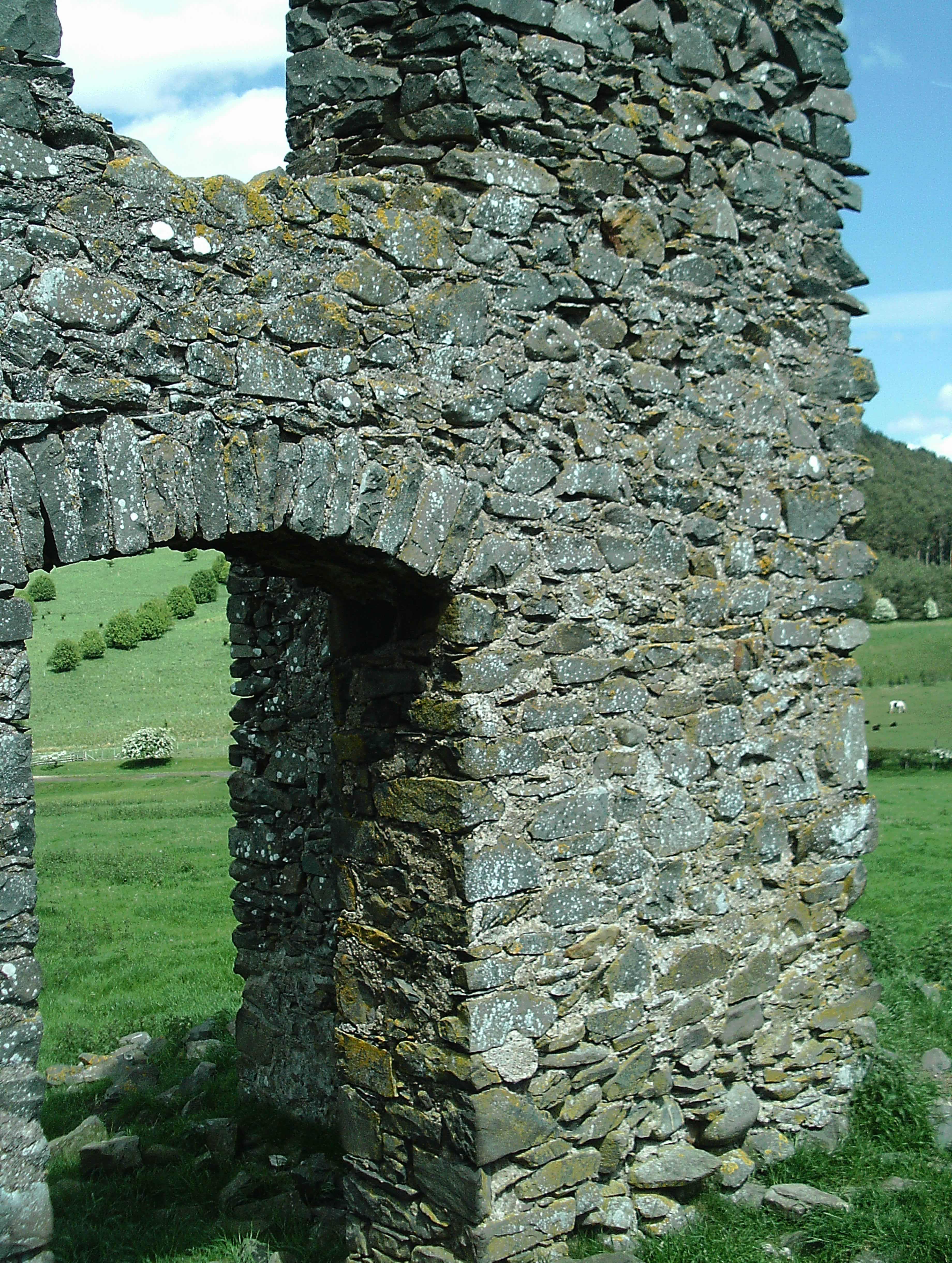
Locatie van de trap
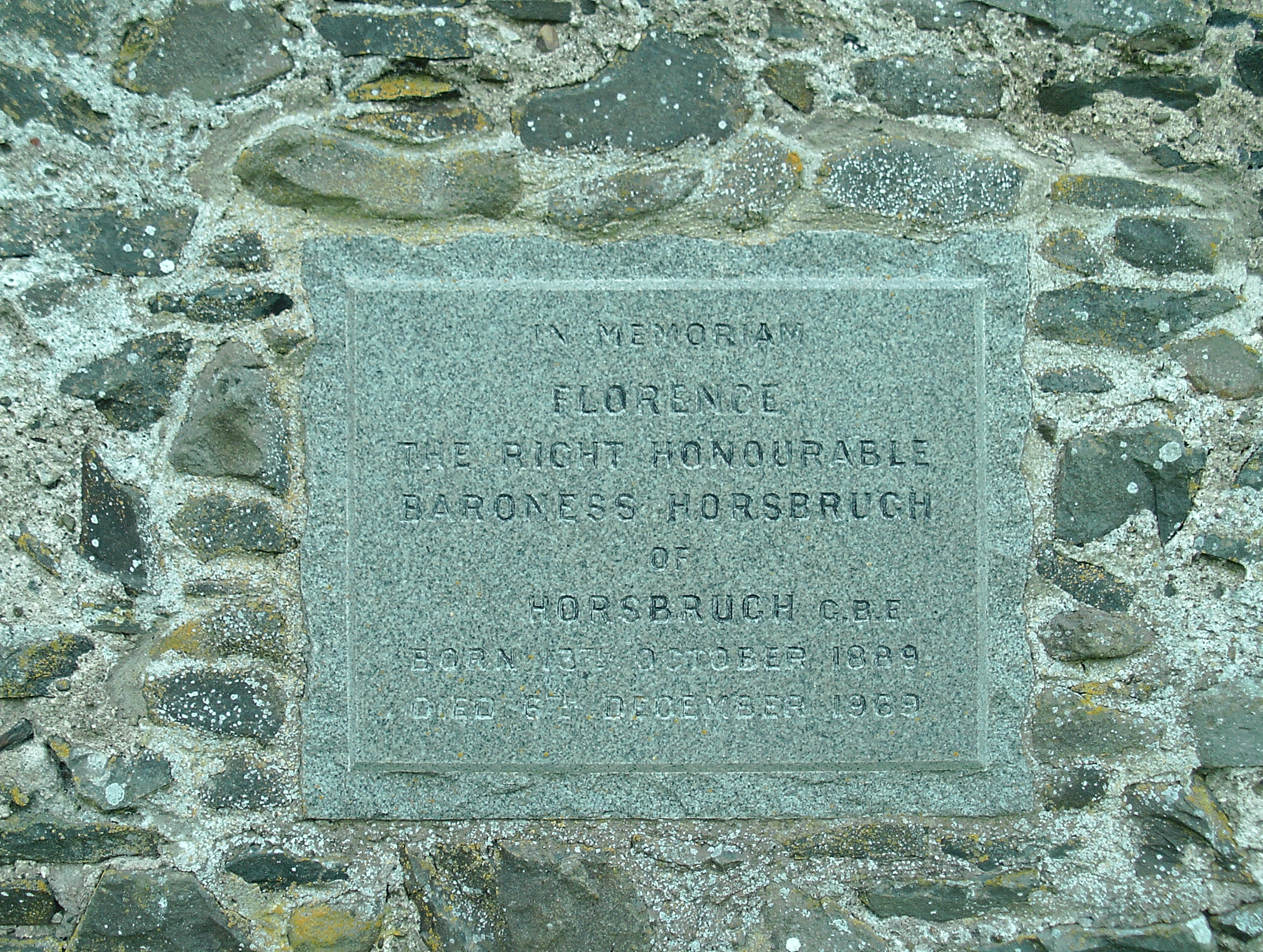
Plaquette van barones Horsbrugh